# Nepenthes × ventrata
Nepenthes × ventrata (/nɪˈpɛnθiːz vɛnˈtrɑːtə/) là một loài lai của Nepenthes alata và Nepenthes ventricosa. Nó là loài đặc hữu của Philippines.